# Música de Final Fantasy XV

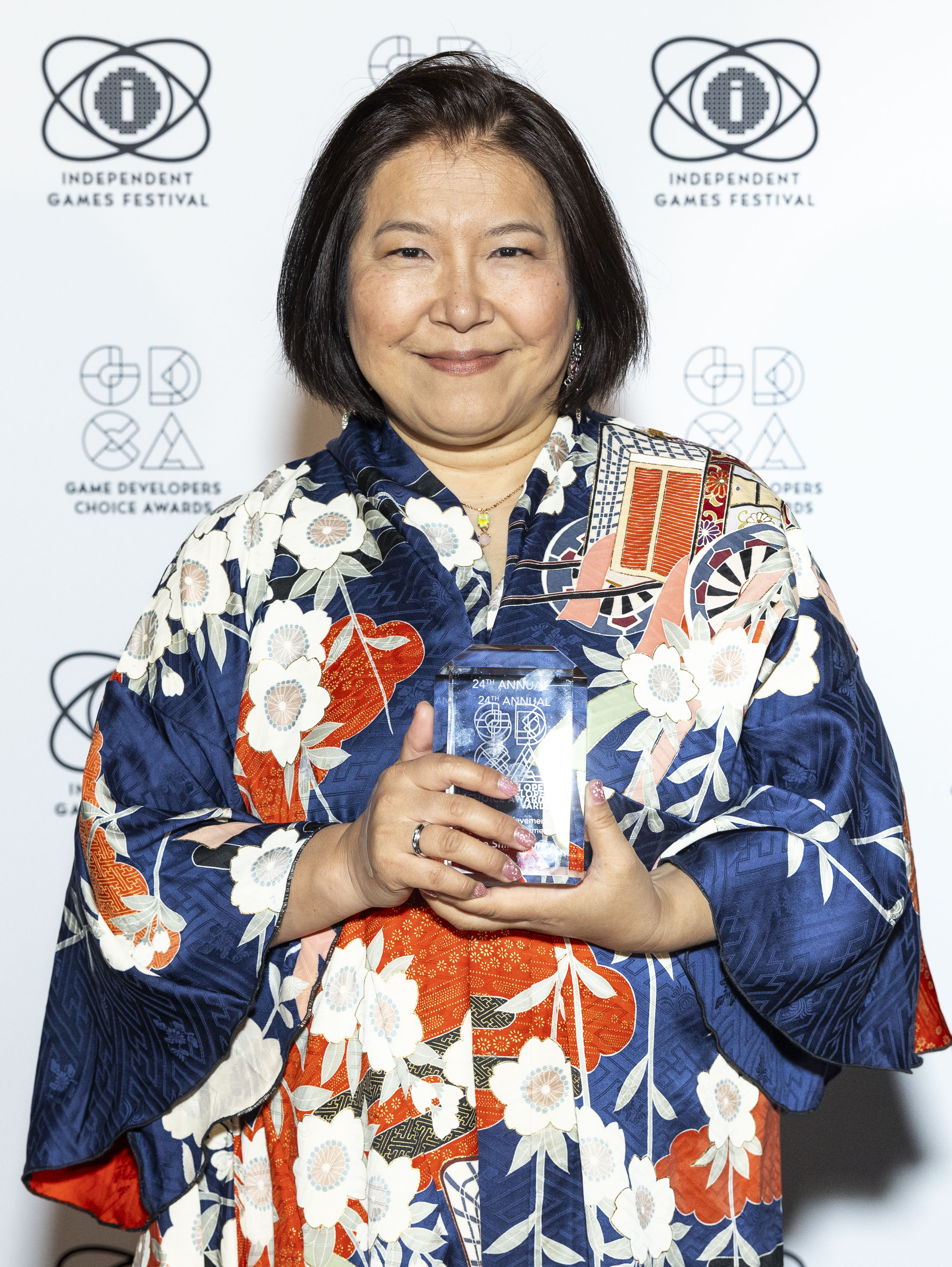
Yoko Shimomura foi a compositora principal da trilha sonora de Final Fantasy XV

A música de Final Fantasy XV, um jogo eletrônico de RPG de ação de 2016 desenvolvido e publicado pela Square Enix, o décimo quinto título principal da série Final Fantasy, foi composta principalmente por Yoko Shimomura, com faixas adicionais por Tetsuya Shibata, Yoshino Aoki e Yoshitaka Suzuki. Foi o primeiro título da série Final Fantasy em que Shimomura trabalhou e ela foi trazida para o projeto em 2006, época em que o jogo ainda era um título derivado chamado Final Fantasy Versus XIII. O projeto teve um ciclo de desenvolvimento de dez anos e passou por uma transformação em 2012 para Final Fantasy XV, mas Shimomura permaneceu no cargo de compositora principal.
A trilha foi composta ao redor dos temas de "amizade" e "laços filiais", incorporando uma variedade de gêneros musicais, como orquestral, bossa nova e blues. A carga de trabalho de Shimomura foi esporádica nos anos que precederam a renomeação do jogo, mas na altura que isto aconteceu ela já tinha uma visão clara para a música e assim as mudanças na natureza do jogo pouco afetaram sua composição. Várias faixas foram criadas a partir de pedidos dos desenvolvedores e tinham a intenção de evocar uma atmosfera específica, com Shimomura deixando o fluxo da jogabilidade ditar composições relacionadas com momentos do dia e batalhas. Temas recorrentes compostos por Nobuo Uematsu para títulos anteriores da franquia receberam novos arranjos. Várias faixas contém letras em latim escritas por Tetsuya Nomura.
Final Fantasy XV foi expandido em um projeto multimídia chamado Final Fantasy XV Universe e outros compositores foram contratados: John R. Graham compôs a música do filme Kingsglaive: Final Fantasy XV, Yasuhisa Inoue e Susumi Akizuki trabalharam na música da minissérie de animação Brotherhood: Final Fantasy XV, enquanto uma equipe do estúdio Unique Note lidou com o jogo móvel derivado Justice Monsters V. A banda inglesa Florence and the Machine colaborou com três canções para o jogo, incluindo uma versão cover de "Stand by Me", que foi uma das canções temas oficiais junto com "Somnus" de Shimomura. Outras contribuições vieram por meio de conteúdos para download e tiveram a participação de Uematsu, Keiichi Okabe, Naoshi Mizuta, Yasunori Mitsuda, Tadayoshi Makino, Kenji Hiramatsu e Taku Iwasaki.
Vários álbuns foram lançados contendo a música de Final Fantasy XV e suas várias mídias derivadas. Um álbum oficial chamado Final Fantasy XV Original Soundtrack continha noventa faixas e foi publicado pela Square Enix Music e Sony Classical Records em dezembro de 2016 em várias versões, incluindo um lançamento em quatro discos, uma edição especial e uma edição em Blu-ray. A trilha de Kingsglaive foi lançada em setembro de 2016 como uma edição em dois discos. Outros lançamentos incluíram um álbum digital para Justice Monsters V e mini álbuns digitais para Kingsglaive e Platinum Demo. As cações de Florence and the Machine foram lançadas em agosto como um extended play chamado Songs from Final Fantasy XV. A recepção da música foi positiva, com os álbuns e as canções alcançando bons desempenhos em tabelas musicais.

## Criação e desenvolvimento
A música do jogo eletrônico Final Fantasy XV foi composta principalmente por Yoko Shimomura, cujos trabalhos anteriores incluíam Parasite Eve, Legend of Mana e a série Kingdom Hearts. XV foi a primeira vez que Shimomura compôs para um título da série Final Fantasy, assim ela assumiu uma abordagem mais experimental do que seus projetos em Kingdom Hearts. XV originalmente seria um título derivado chamado Final Fantasy Versus XIII e a compositora foi contratada para criar a música em 2006, permanecendo a bordo durante todo o seu ciclo de desenvolvimento de dez anos. Ela ainda estava estabelecendo a base da trilha em 2010, garantindo que a música se encaixasse com o jogo sem que se solidificasse em uma imagem que parecesse errada. Seu trabalho antes de 2012, quando Versus XIII se tornou XV, foi esporádico. Shimomura criou aproximadamente oitenta por cento da música do jogo, com o restante sendo variações de seus trabalhos e outros temas criados por outras pessoas envolvidas na criação da trilha sonora. Outros compositores que trabalharam no jogo foram Tetsuya Shibata, Yoshino Aoki, Yoshitaka Suzuki e Mitsuhiro Ohta, com os dois últimos também ajudando nos arranjos.
Shimomura deixou que o fluxo da jogabilidade ditasse o fluxo de sua música para as faixas relacionadas a horários do dia e batalhas, o que necessitou da criação de pontos naturais de transição dentro das peças para que a quebra fosse suave. Para isto, uma ferramenta de software especial chamada MAGI foi desenvolvida para criar pontos de sincronia que permitiam que o fluxo da música fosse interativo ao mesmo tempo que mantinha sua escala e som "épico". O jogo originalmente usava o mesmo ambiente sonoro de Final Fantasy XIII no início do desenvolvimento, mas como mudou de plataforma do PlayStation 3 para o PlayStation 4 e Xbox One, a equipe sonora precisou projetar um novo ambiente sonoro. Para isto fizeram uma parceria com a CRI Middleware com o objetivo de integrar seu middleware CRI ADX 2 com o ambiente sonoro nativo de XV. A quantidade de dados sonoros, que incluíam trezentas faixas autônomas e 150 faixas ambientais, foi tão grande que houve temores de que eles não caberiam no disco junto com o resto do jogo.

### Composição
A primeira faixa criada por Shimomura foi "Somnus", na época a canção tema oficial. Foi cantada por Aundréa L. Hopkins e sua letra foi escrita por Tetsuya Nomura, o diretor original de Versus XIII, que então foi traduzida e adaptada para o latim por Taro Yamashita e Kazuhiro Komiya. Segundo Nomura, o título da canção, que significa "Dormir", reflete assuntos e temas do mundo real. Uma versão instrumental também foi criada para uso em XV, tendo sido gravada por volta da mesma época da versão com vocal. "Somnus" permaneceu como tema principal quando Versus XIII foi transformado em XV, porém foi substituído como canção tema oficial. Outra faixa composta no início do desenvolvimento foi "Omnis Lacrima", traduzida como "Todas as Lágrimas", que foi usada em trailers tanto de Versus XIII quanto de XV. As letras de "Omnis Lacrima" e de várias outras faixas que usam vocais em latim foram escritas por Nomura e traduzidas por Yamashita. Nomura afirmou que o grande uso do latim veio de seu desejo por um idioma que não fosse mais usado diariamente e que as pessoas "não serão capazes de entender, mas ainda assim apreciar", desejando evocar uma sensação geral de qualidade.
A música foi concebida ao redor dos temas de "amizade" e "laços filiais". Shimomura, inicialmente pela situação de Versus XIII como título derivado da franquia Final Fantasy, não sentiu grande pressão para se adequar ao legado dos compositores que a precederam. Ela já tinha estabelecido uma ideia clara do que a trilha seria quando Versus XIII se tornou XV e assim quase não sentiu tanta insegurança, apesar de o jogo ter passado a ser um título da série principal. Shimomura de fato sentiu por volta da mesma época a necessidade de respeitar compositores anteriores como Nobuo Uematsu, ao mesmo tempo aderindo ao legado de variedade musical da série. Os conceitos musicais que a compositora trabalhou não mudaram muito apesar dos dez anos de desenvolvimento, com ela constantemente desejando criar uma trilha sonora que fosse mais sombria do que aquela de títulos de Final Fantasy anteriores. No final, apenas um terço do trabalho que Shimomura terminou para Versus XIII foi levado adiante em XV.
Novos elementos musicais foram adicionados quando o jogo se tornou XV, mas isto ocorreu para se adequar aos elementos de história e jogabilidade que estavam sendo adicionados, em vez de estarem tomando o lugar de trabalhos anteriores. Diferentemente de Nomura, o novo diretor Hajime Tabata rapidamente aprovou as faixas enviadas por Shimomura, pedindo alterações e revisões apenas posteriormente. A trilha combinou vários gêneros musicais: além do estilo clássico de Shimomura, ela também incorporou outros estilos como bossa nova e blues para faixas de certos locais. Suzuki se inspirou em seu trabalho na série Metal Gear, preferindo assistir vídeos de jogabilidade do que cinemáticas para compor para XV. A música foi tocada e gravada em Boston, nos Estados Unidos, pela Video Game Orchestra, uma orquestra especializada em música para jogos eletrônicos e cujo primeiro projeto com a série Final Fantasy tinha sido Lightning Returns: Final Fantasy XIII em 2013. Shota Nakama, fundador da orquestra, ajudou na orquestração e arranjos, além de compor a faixa "Bros on the Road". Nakama começou a trabalhar em XV em 2014, primeiro em faixas para trailers.
Shimomura discutiu sua música com os desenvolvedores para que ela se encaixasse com o mundo de jogo, também lendo o roteiro. Muitas das faixas surgiram a partir de pedidos dos desenvolvedores, havendo várias conversas para algumas peças enquanto elas ainda estavam sendo escritas. Várias faixas tinham a intenção de evocar atmosferas específicas. Para "Luna", tema da personagem Lunafreya Nox Fleuret,  Shimomura usou de inspiração a beleza e força da personagem. Para o protagonista Noctis Lucis Caelum, a compositora escolheu representar o peso do fardo do destino e seus pensamentos interiores, criando uma peça delicada que mostrava suas emoções. A faixa "Apocalypsis Noctis" tinha a intenção de ser magnífica e intensa, enquanto "Melancholia" tinha a intenção de evocar tristeza. A trilha tinha que ter várias faixas para diferentes horários do dia devido ao sistema de dia e noite do jogo. "Main Theme" de Uematsu, o tema principal da série Final Fantasy, recebeu um novo arranjo criado por Shimomura e Nakama. O tema dos chocobos, outro tema recorrente criado por Uematsu, foi remixado por Ohta para as faixas "Blues de Chocobo" e "Rodeo de Chocobo".

### Canções

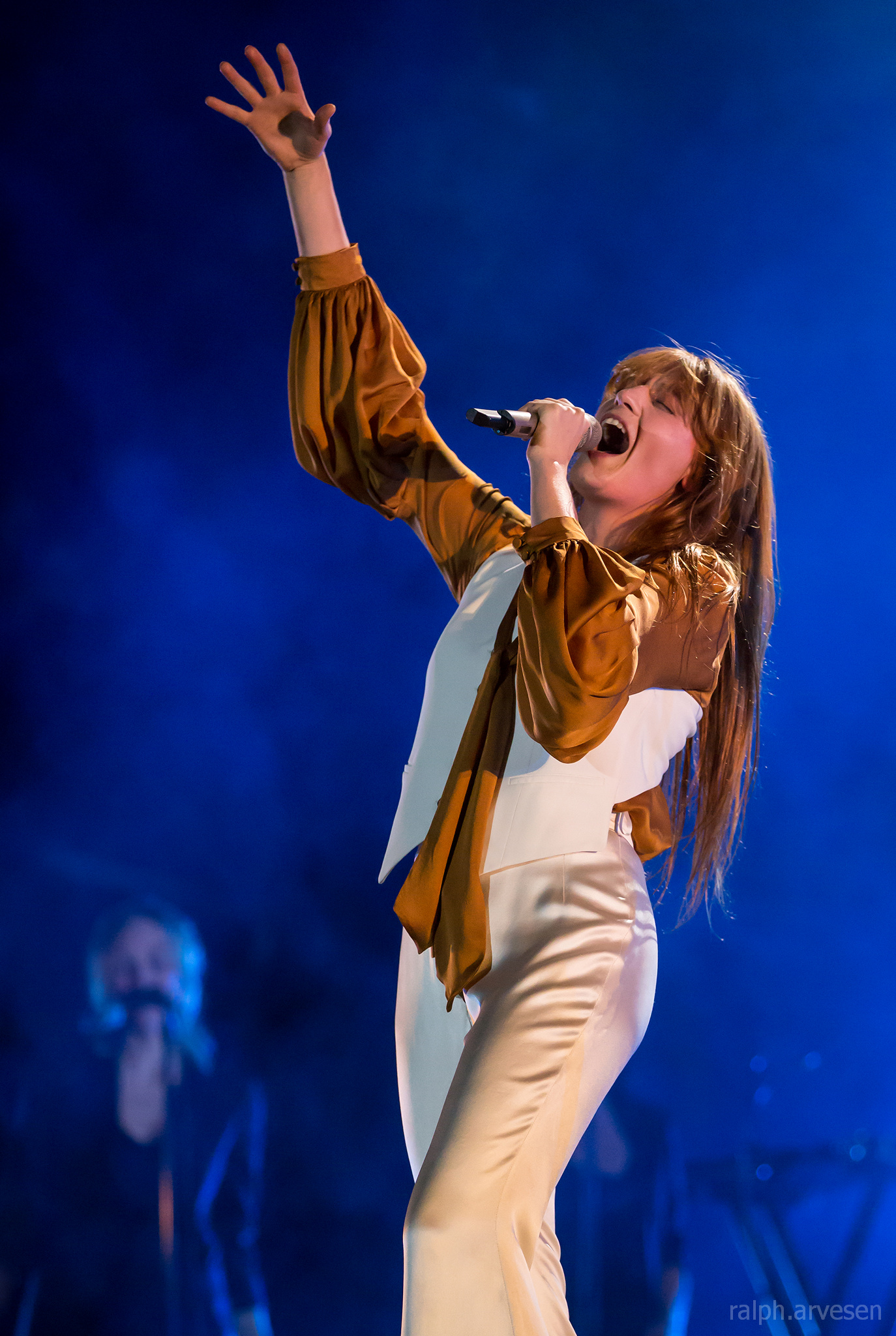
Florence Welch e a banda Florence and the Machine tocaram as canções do jogo

A canção tema de XV foi uma versão cover de "Stand by Me", de Ben E. King, tocada pela banda britânica Florence and the Machine e cantada por sua vocalista Florence Welch. A canção usou uma orquestra completa, incluindo metais, cordas e percussão. Além disso, o tema recorrente "Prelude to Final Fantasy" de Uematsu foi incorporado como pano de fundo na harpa. Welch afirmou que queria fazer uma contribuição "mística" para o jogo. Ela comentou que "Stand By Me" é uma canção difícil de se melhorar. Florence and the Machine foi uma de várias bandas que a Square Enix avaliou enquanto decidia que artista tinha seu próprio "mundo" único que se encaixaria com a ambientação de XV.
"Stand by Me", no contexto de XV, não tinha a intenção de ser uma canção de amor, mas sim uma mensagem de gratidão de Noctis para todos aqueles que o ajudaram em sua jornada, incluindo Lunafreya, seu pai Regis Lucis Caelum CXIII e seus três companheiros: Gladiolus Amicitia, Ignis Scientia e Prompto Argentum. A contribuição de Florence and the Machine é notável em Final Fantasy porque canções temas tradicionalmente foram cantadas por artistas asiáticos, com exceção de XIII, cuja canção japonesa "Kimi ga Iru Kara" de Sayuri Sugawara foi substituída no lançamento ocidental por "My Hands" de Leona Lewis. Além de "Stand by Me", Florence and the Machine também criou duas canções originais inspiradas pelo mundo e história de XV: "Too Much Is Never Enough" e "I Will Be". Estas duas últimas não foram usadas no jogo.

### Outras mídias
XV foi expandido com mídias adicionais como parte de uma ação que tinha o objetivo de impedir que a história se espalhasse por mais de um jogo. Este projeto foi chamado de Final Fantasy XV Universe e incluía Platinum Demo: Final Fantasy XV, o filme de animação Kingsglaive: Final Fantasy XV, a websérie de animação Brotherhood: Final Fantasy XV e o jogo eletrônico móvel Justice Monsters V. A música de Brotherhood foi composta por Yasuhisa Inoue e Susumi Akizuki. Já Justice Monsters V teve sua trilha sonora composta por uma equipe de cinco pessoas da companhia de produção musical Unique Note.
A música de Kinsglaive foi composta por John R. Graham, com temas adicionais compostos por Shimomura sendo tirados da trilha de XV. Suzuki também trabalhou na trilha de Kinsglaive. Shimomura compôs o tema principal do filme. Graham anteriormente tinha colaborado com a Square Enix no jogo Bloodmasque. O arranjo de algumas das composições de Shimomura foram alteradas para uso no filme a fim de deixá-las mais sombrias e dar mais escala. Algumas faixas, como "Battle for the Crown City", mudaram bastante durante o desenvolvimento da música baseadas nas cenas em que seriam usadas. Elementos tanto orquestrais quanto eletrônicos foram usados, mas o diretor Takeshi Nozue insistiu que os elementos eletrônicos fossem mantidos no mínimo possível e fundidos com o objetivo de criar uma distorção de elementos. Isto foi feito porque a história envolvia o cristal do Reino de Lucis e as regras de sua magia, além de focar nas diferentes reações de pessoas diante de circunstâncias extraordinárias.
Nozue queria uma trilha musical complexa. As mudanças de harmonia e tema no decorrer tinham a intenção de criar uma atmosfera ambígua e uma sensação de tragédia e perda iminentes. O objetivo de Graham era criar uma trilha que preenchesse o mundo do filme e atuasse como um contraponto à música de Shimomura para o jogo, que também foi incorporada na trilha geral. Graham, pelos temas e eventos de Kingsglaive, queria que sua música refletisse o peso, contradições e mudanças de perspectivas dos personagens e locais. Ele escreveu mais de cem minutos de música. A música foi gravada nos Estados Unidos em Nashville com a Nashville Music Scoring Orchestra. A trilha foi orquestrada e regida por Eric Schmidt e produzida por Koyo Sonae. Daniel Kresco cuidou da gravação, mixagem e engenharia. Nozue descreveu a trilha como "Shimomura encontra Hollywood", efeito reforçado pelo trabalho de Graham. Este também contribuiu com a trilha do jogo, criando os arranjos das faixas "Song of the Stars" e "Dawn".
O demo comercial Final Fantasy XV: Episode Duscae tinha músicas de trailers anteriores e novas faixas. Algumas faixas do jogo foram incluídas em Platinum Demo, um outro demo comercial que serviu de prequel para XV. Músicas oriundas do resto da franquia Final Fantasy foram incluídas dentro de XV para que pudessem ser escudas pelos jogadores; estas faixas incluíam todos os títulos principais da série e jogos derivados como Dissidia Final Fantasy e Final Fantasy Type-0. A Square Enix colaborou com o músico Afrojack para o trailer exibido na Electronic Entertainment Expo de 2016 a fim de criarem uma música que emulasse a ação mostrada no vídeo. Afrojack trabalhou com o editor Hidekazu Kato e foi originalmente abordado porque a equipe queria um trailer que se destacasse no evento. O trailer promocional "Omen", produzido pela Digic Pictures baseado na história e mundo de XV, teve como trilha "Endlessness", composta por Andreas Kübler, compositor principal da companhia de produção musical IMAscore.

### Expansões
Suzuki foi o compositor principal dos conteúdos para download narrativos de XV, trabalhando junto com Shibata e Aoki. A música de Final Fantasy XV: Royal Edition, uma edição que incluía todos os conteúdos para download e outras adições, foi composta por Shimomura e Suzuki. Este e Aoki cuidaram da música do título derivado Monster of the Deep: Final Fantasy XV. Shimomura estava compondo novas músicas para a série de conteúdos para download Dawn of the Future, mas esta foi cancelada em 2018. Tadayoshi Makino também foi um colaborador regular para as expansões.
Keiichi Okabe, compositor principal de Nier: Automata, foi trazido para ajudar com o conteúdo para download Episode Gladiolus. Ele trabalhou na canção tema "Shield of the King" e em um arranjo de "Battle at the Big Bridge", este um tema de batalha associado com o personagem recorrente Gilgamesh. Okabe, ao escrever "Shield of the King", que retratar o fardo da responsabilidade carregado por Gladiolus, que ele comparou com o fardo da personagem 2B de Automata. Pouco trabalho inicialmente seria feito em "Battle at the Big Bridge" porque ela era uma favorita dos fãs de Final Fantasy, mas a equipe de desenvolvimento encorajou o compositor a arranjar a faixa de modo a deixá-la no seu estilo musical. Okabe então incorporou elementos vocais similares a aqueles de Automata. O tema principal e algumas faixas de Episode Prompto foram compostos por Naoshi Mizuta, que anteriormente tinha trabalhado em Final Fantasy XI e Final Fantasy XIII-2. Mizuta, em vez de ser direcionado a compor a partir de cenas específicas ou pedidos dos desenvolvedores, recebeu uma descrição detalhada sobre a história pregressa de Prompto, construindo sua música a partir disto. Uma parte importante desta expansão era mostrar o lado mais sério do personagem em contraponto com seu papel no jogo principal de ser o membro alegre da equipe. A equipe deliberadamente não disse ao compositor que tipo de som desejavam, em vez disso querendo que ele criasse ideias por conta própria.
Para Episode Ignis, três novas faixas foram compostas por Yasunori Mitsuda, que tinha trabalhado na Square Enix na música de jogos como Chrono Trigger, Chrono Cross e Xenogears. Músicas adicionais foram compostas por Makino e Tomomichi Takeoka. Mitsuda decidiu representar o personagem de Ignis com um único violino, mesmo correndo o risco dos elementos orquestrais mais bombásticos obscurecem o instrumento. Episode Ignis foi o primeiro trabalho de Mitsuta na série Final Fantasy. A música foi tocada pela Orquestra Filarmônica de Bruxelas. "Apocalypsis Magnatus", uma faixa adicional para Episode Ignis, foi composta por Shimomura e arranjada por Makino.
A expansão multijogador Comrades teve uma canção tema composta por Uematsu chamada "Choosing Hope" e cantada pela vocalista japonesa Emiko Suzuki. O compositor se inspirou em música gospel pois achou que o tom se encaixaria com a temática do mundo de jogo. Uematsu comentou que durante as sessões de gravação foi a primeira vez que lembrava de ter chorado por conta de uma canção. Músicas adicionais foram compostas por Suzuki, Makino, Tsutomu Narita, Tomomichi Takeoka e Tai Tomisawa. Makino também contribuiu com novos temas de batalha e uma mistura de temas de personagens para uma expansão posterior de Comrades.
A música de Episode Ardyn foi composta por Kenji Hiramatsu e Taku Iwasaki. Este foi trazido à bordo à pedido do diretor narrativo Toru Osanai. O diretor Takefumi Terada descreveu os temas principais da narrativa e jogabilidade para Iwasaki. A equipe queria um som moderno que se encaixasse com o papel vilanesco do protagonista Ardyn Izunia e com a ambientação urbana. Iwasaki também compôs a faixa para o menu principal, que foi baseada nos temas da história. O tema principal foi dedicado à Aera Mirus Fleuret, uma personagem importante da história de Ardyn. Foi escrito como um tipo de tema que Ardyn como personagem jamais se associaria. Seções de rap para a faixa "Conditioned to Hate" foram cantadas por Lotus Juice. Estes segmentos foram aprovados no meio da produção por ser algo "sem precedentes" em Final Fantasy.

## Álbuns

### Final Fantasy XV Original Soundtrack
Final Fantasy XV Original Soundtrack, o álbum oficial da trilha sonora, foi lançado no Japão em 21 de dezembro de 2016. O álbum foi produzido por Koyo Sonae. Foi disponibilizado em várias edições. A edição padrão em quatro discos CD e a edição de um disco Blu-ray continham a trilha sonora completa do jogo com a exceção de "Stand By Me", totalizando 96 faixas. Uma edição limitada tinha dois discos Blu-ray e um disco CD: o primeiro Blu-ray continha a trilha completa, o segundo Blu-ray continha a seleção de faixas disponíveis para os jogadores escutarem durante o jogo mais "Stand By Me", enquanto o CD continha versões de algumas faixas da trilha sonora arranjadas por Yui Morishita e Takuro Iga para o piano. Esta edição limitada também vinha com conteúdos adicionais, incluindo imagens de bastidores sobre a gravação. Os arranjos de piano foram tocados por Yui Morishita, uma renomada pianista japonesa. Faixas selecionadas também foram inclusas em um Blu-ray especial que vinha junto com a Edição de Colecionador Definitiva de XV. A edição de quatro discos, incluindo todas as 96 faixas disponíveis nessa versão, foi lançada internacionalmente em 2017 pela Sony Classical Records. Esta versão foi lançada na Europa em 24 de fevereiro e na América do Norte em 24 de março.
As versões em CD e Blu-ray ambas entraram nas tabelas da Oricon na trigésima quinta posição, permanecendo nas listas por mais nove semanas. O álbum foi indicado ao prêmio de Melhor Álbum de Trilha Sonora Original da Game Audio Network Guild, mas perdeu para o álbum de Abzû. Samar Farag da RPGFan gostou bastante do álbum e de sua mistura de faixas, afirmando que as mudanças de estilo capturavam o tema do jogo de uma viagem de carro, com exceção da "Bros on the Road", que ele afirmou que era "mais apropriada em Sonic Adventure 2". Farag elogiou o resto da álbum, destacando especialmente as faixas sombrias do final do álbum e usos dos motivos condutores de "Somnus", a faixa ambiental "Valse di Fantastica" e o tema de personagem "Ardyn". Lucas Versantvoort da Video Game Music Online foi menos positivo e deu uma nota 3/5 para a música, escrevendo que apesar de várias faixas se destacarem como sendo boas, ele achou que havia uma falta de estilo coesivo quando comparada com trilhas de Final Fantasy anteriores e  que era um trabalho de qualidade inferior para Shimomura quando comparado com Kingdom Hearts. Versantvoort também achou que as contribuições dos outros compositores era inconstante, não gostando da mistura de diferentes estilos musicais. Ambos os críticos concordaram que "Somnus" era a melhor faixa do álbum, com Farag dizendo que era "facilmente ... uma das melhores canções de Shimomura", enquanto Versantvoort achou que ela foi subutilizada na trilha como um todo.
| Disco 1        |                                 |                             |         |  |
| N.º            | Título                          | Compositor(es)              | Duração |  |
| 1.             | "Somnus (Instrumental Version)" | Yoko Shimomura              | 2:29    |  |
| 2.             | "Departure"                     | Shimomura, Yoshitaka Suzuki | 1:45    |  |
| 3.             | "Broken Down"                   | Tetsuya Shibata             | 0:36    |  |
| 4.             | "Hammerhead"                    | Shibata                     | 4:36    |  |
| 5.             | "Wanderlust"                    | Shimomura, Suzuki           | 5:50    |  |
| 6.             | "Encroaching Fear"              | Shimomura                   | 1:11    |  |
| 7.             | "Stand Your Ground"             | Shimomura                   | 3:29    |  |
| 8.             | "Relax and Reflect"             | Shimomura                   | 3:15    |  |
| 9.             | "Day's End Fanfare"             | Nobuo Uematsu               | 0:13    |  |
| 10.            | "Horizon"                       | Shimomura                   | 0:41    |  |
| 11.            | "Safe Haven"                    | Shibata                     | 2:22    |  |
| 12.            | "Lurking Danger"                | Shimomura                   | 1:43    |  |
| 13.            | "Hunt or Be Hunted"             | Suzuki                      | 5:08    |  |
| 14.            | "CINDY"                         | Shimomura                   | 2:51    |  |
| 15.            | "Urban Chrome"                  | Shimomura                   | 2:31    |  |
| 16.            | "A Quick Pit Stop"              | Shimomura                   | 3:49    |  |
| 17.            | "Love Lost"                     | Shimomura                   | 4:20    |  |
| 18.            | "Galdin Quay"                   | Shibata                     | 4:18    |  |
| 19.            | "ARDYN"                         | Shimomura, Suzuki           | 3:44    |  |
| 20.            | "The Aggressors"                | Shimomura                   | 3:41    |  |
| 21.            | "NOX AETERNA"                   | Shimomura                   | 1:33    |  |
| 22.            | "The Hunters"                   | Shibata                     | 3:38    |  |
| 23.            | "What Lies Within"              | Shimomura                   | 5:28    |  |
| 24.            | "Daemons"                       | Shimomura                   | 3:53    |  |
| 25.            | "Bros on the Road"              | Shota Nakama                | 3:27    |  |
| 26.            | "Fantastica!"                   | Shimomura                   | 0:23    |  |
| Duração total: | Duração total:                  | Duração total:              | 1:16:54 |  |

| Disco 2        |                                 |                    |         |  |
| N.º            | Título                          | Compositor(es)     | Duração |  |
| 1.             | "The Niflheim Empire"           | Shimomura          | 3:28    |  |
| 2.             | "Veiled in Black"               | Shimomura          | 3:21    |  |
| 3.             | "Valse di Fantastica"           | Shimomura          | 3:40    |  |
| 4.             | "Crystalline Chill"             | Shimomura, Uematsu | 3:08    |  |
| 5.             | "What a Hoot"                   | Shimomura          | 1:47    |  |
| 6.             | "Blues de Chocobo"              | Uematsu            | 4:15    |  |
| 7.             | "Reel Rumble"                   | Yoshino Aoki       | 4:47    |  |
| 8.             | "The Fight Is On!"              | Shimomura          | 2:48    |  |
| 9.             | "Lestallum"                     | Shibata            | 3:56    |  |
| 10.            | "Welcome to the Leville"        | Shibata            | 1:40    |  |
| 11.            | "Unsettling Aura"               | Shimomura          | 3:42    |  |
| 12.            | "Don't Panic!"                  | Shimomura          | 1:10    |  |
| 13.            | "APOCALYPSIS NOCTIS"            | Shimomura          | 4:14    |  |
| 14.            | "Cosmogony"                     | Shimomura          | 3:37    |  |
| 15.            | "Melancholia"                   | Shimomura          | 2:45    |  |
| 16.            | "A Premonition"                 | Shimomura          | 0:51    |  |
| 17.            | "NOX DIVINA"                    | Shimomura          | 2:16    |  |
| 18.            | "Labyrinthine"                  | Shimomura          | 2:59    |  |
| 19.            | "Flying R"                      | Aoki               | 4:25    |  |
| 20.            | "Imperial Infiltration"         | Shimomura          | 4:01    |  |
| 21.            | "Veiled in Black (Arrangement)" | Shimomura          | 3:20    |  |
| 22.            | "Invidia"                       | Shimomura          | 4:33    |  |
| 23.            | "Sorrow Without Solace"         | Shimomura          | 4:33    |  |
| Duração total: | Duração total:                  | Duração total:     | 1:15:16 |  |

| Disco 3        |                              |                    |         |  |
| N.º            | Título                       | Compositor(es)     | Duração |  |
| 1.             | "Sunset Waltz"               | Shimomura          | 1:22    |  |
| 2.             | "Disquiet"                   | Shimomura, Uematsu | 2:12    |  |
| 3.             | "OMNIS LACRIMA"              | Shimomura          | 4:31    |  |
| 4.             | "Rodeo de Chocobo"           | Uematsu            | 2:39    |  |
| 5.             | "Listen Up"                  | Shimomura          | 2:56    |  |
| 6.             | "Creeping Shadows"           | Shimomura          | 2:20    |  |
| 7.             | "Impending Peril"            | Shimomura          | 1:52    |  |
| 8.             | "Up for the Challenge"       | Shimomura          | 4:05    |  |
| 9.             | "Cape Caem"                  | Shibata            | 2:25    |  |
| 10.            | "Cape Caem - Our New Home"   | Shibata            | 4:29    |  |
| 11.            | "Cape Caem - Hidden Harbor"  | Shibata            | 1:52    |  |
| 12.            | "Bros on the Road II"        | Shimomura          | 3:09    |  |
| 13.            | "NOCTIS"                     | Shimomura          | 4:39    |  |
| 14.            | "Over the Waves"             | Aoki               | 3:57    |  |
| 15.            | "Altissia"                   | Aoki               | 2:49    |  |
| 16.            | "Altissia - Gondola Ride"    | Aoki               | 3:54    |  |
| 17.            | "Welcome to the Royal Suite" | Aoki               | 2:56    |  |
| 18.            | "Starlit Waltz"              | Shimomura          | 2:45    |  |
| 19.            | "Prayer de LUNA"             | Shimomura          | 2:02    |  |
| 20.            | "No Time Left"               | Shimomura          | 2:18    |  |
| 21.            | "Song of the Stars"          | Shimomura          | 3:38    |  |
| 22.            | "The Hydraean's Wrath"       | Shimomura, Suzuki  | 4:23    |  |
| 23.            | "ARDYN II"                   | Shimomura          | 2:49    |  |
| 24.            | "LUNA"                       | Shimomura          | 1:53    |  |
| 25.            | "APOCALYPSIS AQUARIUS"       | Shimomura          | 4:13    |  |
| Duração total: | Duração total:               | Duração total:     | 1:16:08 |  |

| Disco 4        |                                 |                    |         |  |
| N.º            | Título                          | Compositor(es)     | Duração |  |
| 1.             | "Broken Bonds"                  | Shibata            | 3:09    |  |
| 2.             | "Dining Car"                    | Shimomura          | 3:07    |  |
| 3.             | "Cartanica"                     | Shibata            | 4:12    |  |
| 4.             | "Relax and Reflect - Pensive"   | Shimomura          | 2:13    |  |
| 5.             | "Careening Into Danger"         | Shimomura          | 3:40    |  |
| 6.             | "Tenebrae"                      | Shimomura          | 4:05    |  |
| 7.             | "Horrors of the Night"          | Shimomura          | 5:55    |  |
| 8.             | "End of the Road"               | Shimomura          | 1:59    |  |
| 9.             | "An Empire in Ruins"            | Shimomura          | 3:59    |  |
| 10.            | "RAVUS AETERNA"                 | Shimomura          | 4:20    |  |
| 11.            | "In the Light of the Crystal"   | Shimomura, Uematsu | 2:55    |  |
| 12.            | "A World Unwaking"              | Aoki               | 2:46    |  |
| 13.            | "Neverending Nightmare"         | Shimomura          | 4:26    |  |
| 14.            | "Homecoming"                    | Shibata            | 4:17    |  |
| 15.            | "Hammerhead - The Last Bastion" | Shibata            | 4:01    |  |
| 16.            | "Somnus"                        | Shimomura          | 2:30    |  |
| 17.            | "Hellfire"                      | Shimomura, Suzuki  | 6:33    |  |
| 18.            | "Magna Insomnia"                | Shimomura          | 5:18    |  |
| 19.            | "Dawn"                          | Shimomura          | 1:53    |  |
| 20.            | "Somnus Ultima"                 | Shimomura          | 2:01    |  |
| 21.            | "Dewdrops at Dawn"              | Shimomura          | 1:39    |  |
| 22.            | "Main Theme from FINAL FANTASY" | Uematsu            | 2:09    |  |
| Duração total: | Duração total:                  | Duração total:     | 1:17:07 |  |

### Final Fantasy XV Original Soundtrack: Volume 2
Um segundo álbum da trilha sonora chamado Final Fantasy XV Original Soundtrack: Volume 2 foi lançado em 21 de março de 2018 em edições em CD e em Blu-ray. O álbum abrange a música dos conteúdos para download e também a edição expandida Royal Edition. A edição em CD tinha cinco discos e a edição em Blu-ray tinha dois, com o segundo desta sendo um bônus. Os cinco discos da edição de CD e o primeiro da edição de Blu-ray continham a música de Episode Gladiolus, Episode Prompto, Episode Ignis, Comrades e Royal Edition, totalizando 84 faixas. Já o segundo Blu-ray incluía as trilhas de Monster of the Deep, do evento de jogo "Chocobo Carnival" e dos eventos colaborativos com a série Assassin's Creed, além de uma performance ao vivo de um concerto de piano gravado em Osaka em junho de 2016, totalizando 56 faixas. O álbum foi produzido por Keiji Kawamori e Hirosato Noda.
Patrick Gann da RPGFan gostou da variedade de músicas e arranjos incluídos no álbum, destacando as composições de Comrades como as melhores de todo o álbum, especialmente a canção "Choosing Hope" de Uematsu. Por outro lado, Gann expressou certa decepção sobre as poucas faixas dedicadas para Episode Gladiolus, apesar de reconhecer que as composições tinham qualidade, especialmente as de Okabe.
| Disco 1        |                                                        |                    |         |  |
| N.º            | Título                                                 | Compositor(es)     | Duração |  |
| 1.             | "Shield of the King - Theme of EPISODE GLADIOLUS"      | Keiichi Okabe      | 2:16    |  |
| 2.             | "Steeling My Resolve"                                  | Tetsuya Shibata    | 3:51    |  |
| 3.             | "Taelpar Crag"                                         | Yoshino Aoki       | 4:11    |  |
| 4.             | "The Spirits Converge"                                 | Shibata            | 3:35    |  |
| 5.             | "The Trials of the Shield"                             | Shibata            | 3:29    |  |
| 6.             | "Battle on the Big Bridge (EPISODE GLADIOLUS Version)" | Nobuo Uematsu      | 5:53    |  |
| 7.             | "Of Muscle and Mettle"                                 | Yoko Shimomura     | 2:28    |  |
| 8.             | "Scar on My Pride"                                     | Uematsu            | 0:46    |  |
| 9.             | "A Frozen Soul"                                        | Naoshi Mizuta      | 4:42    |  |
| 10.            | "Prompto's Solitude"                                   | Mizuta             | 3:09    |  |
| 11.            | "Beckoned by Darkness"                                 | Shimomura          | 1:14    |  |
| 12.            | "Orbital Instability - Extended Mix"                   | Mizuta             | 6:24    |  |
| 13.            | "Trigger"                                              | Yoshitaka Suzuki   | 5:33    |  |
| 14.            | "Coffee and Contemplation"                             | Suzuki             | 3:05    |  |
| 15.            | "Where None Dare Tread"                                | Suzuki             | 1:56    |  |
| 16.            | "Helix of Insanity"                                    | Suzuki             | 1:43    |  |
| 17.            | "Lost in the Snow"                                     | Suzuki             | 3:42    |  |
| 18.            | "The Fire Within"                                      | Mizuta             | 4:57    |  |
| 19.            | "Identity"                                             | Suzuki             | 1:13    |  |
| 20.            | "Moving Forward"                                       | Mizuta             | 2:05    |  |
| 21.            | "Sound of My Heart"                                    | Suzuki             | 4:22    |  |
| 22.            | "Face the Music"                                       | Suzuki             | 4:04    |  |
| 23.            | "In a Trance"                                          | Suzuki             | 4:09    |  |
| 24.            | "Crazy Motorsleigh"                                    | Suzuki             | 3:09    |  |
| 25.            | "Orbital Instability"                                  | Mizuta             | 4:52    |  |
| 26.            | "Aberrant Experiment"                                  | Suzuki             | 5:29    |  |
| 27.            | "Sins of the Father"                                   | Suzuki             | 4:55    |  |
| 28.            | "My Life to Live"                                      | Suzuki             | 1:04    |  |
| 29.            | "Home Sweet Home - Theme of EPISODE PROMPTO"           | Mizuta             | 3:15    |  |
| 30.            | "Descent into Darkness"                                | Tsutomu Narita     | 4:42    |  |
| 31.            | "Choosing Hope - City of Light"                        | Uematsu            | 6:11    |  |
| 32.            | "Hunters' Haven"                                       | Tai Tomisawa       | 3:17    |  |
| 33.            | "Hunting for a Thrill"                                 | Tadayoshi Makino   | 3:45    |  |
| 34.            | "On the Defensive"                                     | Suzuki             | 4:31    |  |
| 35.            | "Urgent Mission"                                       | Suzuki             | 3:38    |  |
| 36.            | "The Clock Is Ticking"                                 | Makino             | 4:12    |  |
| 37.            | "A Daunting Challenge"                                 | Makino             | 4:29    |  |
| 38.            | "COMRADES Fanfare"                                     | Uematsu            | 0:31    |  |
| 39.            | "Cheers!"                                              | Tomomichi Takeoka  | 2:49    |  |
| 40.            | "Let There Be Light"                                   | Suzuki             | 1:50    |  |
| 41.            | "Lodes of Fun"                                         | Suzuki             | 1:38    |  |
| 42.            | "Rise and Shine"                                       | Suzuki             | 3:52    |  |
| 43.            | "A Clash of Swords"                                    | Uematsu            | 6:00    |  |
| 44.            | "The Wrath of Swords"                                  | Narita             | 7:06    |  |
| 45.            | "Choosing Hope"                                        | Uematsu            | 6:18    |  |
| 46.            | "NOCTIS - Those Who Follow"                            | Shimomura          | 1:02    |  |
| 47.            | "EPISODE IGNIS - The Main Theme"                       | Yasunori Mitsuda   | 2:35    |  |
| 48.            | "Stress in Solitude"                                   | Makino             | 3:53    |  |
| 49.            | "Spelldaggers"                                         | Makino             | 3:26    |  |
| 50.            | "Altissia Under Siege"                                 | Mitsuda, Makino    | 3:52    |  |
| 51.            | "Rest Up, Ignis"                                       | Mitsuda            | 2:06    |  |
| 52.            | "The Bladed Tactician"                                 | Mitsuda, Makino    | 3:46    |  |
| 53.            | "Clash on the Waves"                                   | Shimomura          | 3:40    |  |
| 54.            | "A United Front"                                       | Mitsuda            | 2:56    |  |
| 55.            | "To Each Their Calling"                                | Mitsuda            | 3:34    |  |
| 56.            | "A Tear-Stained Sword"                                 | Mitsuda, Makino    | 4:09    |  |
| 57.            | "Theme of RAVUS"                                       | Mitsuda            | 2:16    |  |
| 58.            | "Forbidden Flames"                                     | Mitsuda, Makino    | 1:13    |  |
| 59.            | "The Blazing Tactician"                                | Mitsuda, Makino    | 3:33    |  |
| 60.            | "Badge of Honor"                                       | Mitsuda            | 1:27    |  |
| 61.            | "A Lightless Journey"                                  | Mitsuda            | 5:18    |  |
| 62.            | "ARDYN III"                                            | Shimomura          | 3:02    |  |
| 63.            | "As Friend and Brother"                                | Mitsuda, Makino    | 0:59    |  |
| 64.            | "Become the Fire"                                      | Mitsuda, Makino    | 5:14    |  |
| 65.            | "Captive in Cobalt"                                    | Makino             | 1:32    |  |
| 66.            | "Ashes to Ashes"                                       | Mitsuda, Makino    | 4:26    |  |
| 67.            | "Wicked Laughter"                                      | Shimomura, Mitsuda | 1:36    |  |
| 68.            | "My Humblest Desire"                                   | Uematsu, Mitsuda   | 2:20    |  |
| 69.            | "Apocalypsis Magnatus"                                 | Shimomura          | 5:02    |  |
| 70.            | "Over the Waves - At Anchor"                           | Aoki               | 4:09    |  |
| 71.            | "Bismarck, God of the Sea"                             | Aoki               | 4:16    |  |
| 72.            | "Dirt Track Trials"                                    | Shibata            | 4:12    |  |
| 73.            | "Return of the King"                                   | Uematsu            | 1:52    |  |
| 74.            | "A Warm Welcome"                                       | Shimomura          | 1:24    |  |
| 75.            | "Insomnia Ablaze"                                      | Shimomura          | 5:08    |  |
| 76.            | "Veiled in Black (Insomnia Arrangement)"               | Shimomura          | 3:00    |  |
| 77.            | "Omega"                                                | Suzuki, Uematsu    | 6:49    |  |
| 78.            | "Omega - Limit Break"                                  | Suzuki             | 2:14    |  |
| 79.            | "Cerberus"                                             | Suzuki             | 5:28    |  |
| 80.            | "Advent of the Apocalypse"                             | Shimomura          | 4:07    |  |
| 81.            | "Es it foron! - A Prayer"                              | Suzuki             | 4:44    |  |
| 82.            | "Encelevenemus - Kingly Compassion"                    | Shimomura          | 8:26    |  |
| 83.            | "The Founder King's Hope"                              | Shimomura          | 0:34    |  |
| 84.            | "Moonlit Melodies"                                     | Shimomura          | 3:59    |  |
| Duração total: | Duração total:                                         | Duração total:     | 4:59:36 |  |

| Disco 2        |                                                 |                        |         |  |
| N.º            | Título                                          | Compositor(es)         | Duração |  |
| 1.             | "What's the Plan?"                              | Yoshitaka Suzuki       | 3:07    |  |
| 2.             | "Raid on Gralea"                                | Suzuki                 | 3:20    |  |
| 3.             | "Daemons - Heart of Evil"                       | Suzuki                 | 4:21    |  |
| 4.             | "Daemons - Eternal Darkness"                    | Suzuki                 | 4:21    |  |
| 5.             | "FINAL FANTASY XV - World of Wonder"            | Nobuo Uematsu, Suzuki  | 2:58    |  |
| 6.             | "Braver"                                        | Uematsu                | 1:55    |  |
| 7.             | "Easy Rider"                                    | Tetsuya Shibata        | 4:01    |  |
| 8.             | "Gone"                                          | Shibata                | 3:22    |  |
| 9.             | "EZ Dub & Bass"                                 | Yoshino Aoki           | 3:18    |  |
| 10.            | "Gliding Along"                                 | Aoki                   | 3:15    |  |
| 11.            | "Arroyo Bello"                                  | Shibata                | 3:55    |  |
| 12.            | "Afrosword"                                     | Afrojack               | 3:14    |  |
| 13.            | "Party Around the World"                        | Afrojack               | 3:10    |  |
| 14.            | "Ravus's Last Moments"                          | Yoko Shimomura, Suzuki | 2:04    |  |
| 15.            | "War of the Astrals"                            | Suzuki                 | 2:04    |  |
| 16.            | "Shiva's Wish"                                  | Suzuki                 | 0:45    |  |
| 17.            | "True Love"                                     | Shimomura              | 3:24    |  |
| 18.            | "I Promise"                                     | Suzuki                 | 2:00    |  |
| 19.            | "Moogle Chocobo Carnival!"                      | Uematsu                | 4:49    |  |
| 20.            | "Carnival of Lights"                            | Shimomura              | 2:52    |  |
| 21.            | "Fireworks Finale"                              | Shimomura, Suzuki      | 1:32    |  |
| 22.            | "Vision of the Dawn"                            | Shimomura              | 0:29    |  |
| 23.            | "Your Friendly Neighborhood Assassin"           | Makino                 | 4:36    |  |
| 24.            | "Assassin's Festival"                           | Mitsuhiro Ohta         | 3:40    |  |
| 25.            | "Time Well Spent"                               | Ohta                   | 3:53    |  |
| 26.            | "The Hunt"                                      | Makino                 | 4:58    |  |
| 27.            | "Man on a Mission"                              | Ohta                   | 3:16    |  |
| 28.            | "Everything Is Permitted"                       | Makino                 | 3:56    |  |
| 29.            | "Festival de Chocobo"                           | Uematsu                | 4:31    |  |
| 30.            | "The Murky Depths"                              | Shibata                | 2:51    |  |
| 31.            | "Trident"                                       | Aoki                   | 5:13    |  |
| 32.            | "A Convergence of Winds"                        | Shibata                | 0:59    |  |
| 33.            | "Welcome Home"                                  | Shibata                | 3:08    |  |
| 34.            | "Eosian Glory"                                  | Shibata                | 0:47    |  |
| 35.            | "Reel Rumble - MONSTER OF THE DEEP"             | Aoki                   | 3:06    |  |
| 36.            | "Reel Rumble - WHOPPER OF THE DEEP"             | Aoki                   | 3:48    |  |
| 37.            | "Go for the Gold!"                              | Shibata                | 3:50    |  |
| 38.            | "In Search of Adventure"                        | Shibata                | 0:43    |  |
| 39.            | "Reel Rumble - DAEMON OF THE DEEP"              | Aoki                   | 5:11    |  |
| 40.            | "Into the Abyss"                                | Aoki                   | 2:04    |  |
| 41.            | "Trident - The Ancient Scourge"                 | Aoki                   | 4:19    |  |
| 42.            | "A Narrow Escape"                               | Shibata                | 0:34    |  |
| 43.            | "Welcome Home - Journey's End"                  | Shibata                | 3:22    |  |
| 44.            | "Dreaming of the Dawn -Somnus-"                 | Shimomura              | 4:36    |  |
| 45.            | "Waltzing amid Moonbeams -Valse di Fantastica-" | Shimomura              | 3:45    |  |
| 46.            | "Of Bygone Days -Sorrow Without Solace-"        | Shimomura              | 4:29    |  |
| 47.            | "Illusions of the Moon -Stand Your Ground-"     | Shimomura              | 3:48    |  |
| 48.            | "Serenade Fantastique for Piano -NOCTIS-"       | Shimomura              | 5:09    |  |
| 49.            | "Rulings and Revelations -OMNIS LACRIMA-"       | Shimomura              | 4:24    |  |
| 50.            | "In Celestial Circles -Starlit Waltz-"          | Oaki                   | 3:55    |  |
| 51.            | "Midnight Waves on the Water -Disquiet-"        | Shimomura, Uematsu     | 4:20    |  |
| 52.            | "Drunk on Darkness -Veiled in Black-"           | Shimomura              | 3:55    |  |
| 53.            | "Blest Be the Moonlight -LUNA-"                 | Shimomura              | 3:47    |  |
| 54.            | "Snowfall in My Heart -Melancholia-"            | Shimomura              | 6:13    |  |
| 55.            | "Shadows Foretold -APOCALYPSIS NOCTIS-"         | Shimomura              | 2:25    |  |
| 56.            | "Moonlit Melodies"                              | Shimomura              | 4:37    |  |
| Duração total: | Duração total:                                  | Duração total:         | 3:08:24 |  |

### Kingsglaive: Final Fantasy XV Original Soundtrack
Kingsglaive: Final Fantasy XV Original Soundtrack é o álbum oficial da trilha sonora de Kingsglaive, contendo toda a música que aparece no filme. Foi composta por John R. Graham, com temas adicionais de XV e um tema principal compostos por Shimomura. O álbum foi lançado em 7 de setembro de 2016 em dois CDs. Foi disponibilizado para download de 13 de setembro a 29 de novembro daquele ano, sendo exclusivo para assinantes da PlayStation Plus e necessitando o download de um aplicativo de celular especial.
Emily McMillan do Video Game Music Online deu à trilha uma nota de 4/5, comentando que "No geral, a grande escala desta trilha é eficaz. Não há dúvidas no fim do álbum que o objetivo do diretor, e do compositor, era criar um épico orquestral de grande escala. Apesar de alguns conteúdos temáticas ocasionalmente se perderem na instrumentação bombástica, a trilha em si é sincera e autêntica, e proporciona uma audição agradável. Quando comparada a Advent Children, a trilha de Kingsglaive é mais sombria e cinemática".
| Disco 1        |                                                  |                                   |                         |         |  |
| N.º            | Título                                           | Compositor(es)                    | Vocal                   | Duração |  |
| 1.             | "Prologue"                                       | Yoko Shimomura                    | Eri Unoki, Kaoru Kubota | 3:14    |  |
| 2.             | "Under Siege"                                    | John R. Graham                    |                         | 2:18    |  |
| 3.             | "Diamond Weapon"                                 | Graham                            |                         | 2:17    |  |
| 4.             | "To the Rescue"                                  | Graham                            |                         | 2:45    |  |
| 5.             | "Sombre Return"                                  | Graham                            |                         | 1:05    |  |
| 6.             | "The Chancellor"                                 | Graham                            |                         | 0:47    |  |
| 7.             | "A Modest Proposal"                              | Graham                            |                         | 1:26    |  |
| 8.             | "Far from Home"                                  | Graham                            |                         | 0:56    |  |
| 9.             | "Calling for Rain"                               | Hiroo Nakano, Neo Liu, Koyo Sonae | Neo Liu, Tu Hua Bing    | 3:41    |  |
| 10.            | "The Choice"                                     | Graham                            |                         | 2:28    |  |
| 11.            | "Ill Tidings"                                    | Graham                            |                         | 3:01    |  |
| 12.            | "Haunted"                                        | Graham                            |                         | 1:14    |  |
| 13.            | "FINAL FANTASY Main Theme (KINGSGLAIVE Version)" | Nobuo Uematsu                     |                         | 1:35    |  |
| 14.            | "LUNA"                                           | Shimomura                         |                         | 1:50    |  |
| 15.            | "In the Line of Duty"                            | Graham                            |                         | 3:39    |  |
| 16.            | "Memories"                                       | Shimomura, Graham                 |                         | 0:39    |  |
| 17.            | "Somnus (Instrumental Version)"                  | Shimomura                         |                         | 2:32    |  |
| 18.            | "Simmering Unrest"                               | Graham                            |                         | 1:18    |  |
| 19.            | "Missing Princess"                               | Graham                            |                         | 3:10    |  |
| 20.            | "Suit Up, Glaives"                               | Graham                            |                         | 1:39    |  |
| 21.            | "Glaive Infiltration"                            | Graham                            |                         | 3:30    |  |
| 22.            | "Treaty Signing"                                 | Graham                            |                         | 4:51    |  |
| Duração total: | Duração total:                                   | Duração total:                    | Duração total:          | 49:55   |  |

| Disco 2        |                             |                   |         |  |
| N.º            | Título                      | Compositor(es)    | Duração |  |
| 1.             | "Treachery"                 | Graham            | 4:59    |  |
| 2.             | "Before the Throne"         | Graham            | 1:54    |  |
| 3.             | "The Ring of the Lucii"     | Graham            | 1:31    |  |
| 4.             | "Our Hope Goes with You"    | Shimomura, Graham | 0:55    |  |
| 5.             | "The General and the King"  | Graham            | 3:25    |  |
| 6.             | "No Turning Back"           | Graham            | 3:29    |  |
| 7.             | "Doubt"                     | Graham            | 1:00    |  |
| 8.             | "Despair"                   | Graham            | 2:06    |  |
| 9.             | "The General's Ambition"    | Graham            | 1:07    |  |
| 10.            | "Kings of Lucis"            | Shimomura, Graham | 1:19    |  |
| 11.            | "Battle for the Crown City" | Shimomura, Graham | 7:29    |  |
| 12.            | "Little Sister"             | Graham            | 1:35    |  |
| 13.            | "Headlong"                  | Graham            | 1:52    |  |
| 14.            | "At Struggle's End"         | Graham            | 3:41    |  |
| 15.            | "A Promise to Keep"         | Graham            | 1:45    |  |
| 16.            | "NYX"                       | Shimomura         | 2:47    |  |
| 17.            | "APOCALYPSIS NOCTIS"        | Shimomura         | 2:12    |  |
| Duração total: | Duração total:              | Duração total:    | 43:06   |  |

### Songs from Final Fantasy XV
Três canções da banda britânica Florence and the Machine, "Stand By Me", "Too Much Is Never Enough" e "I Will Be", foram lançadas juntas digitalmente em 12 de agosto de 2016 pela Island Records como um extended play chamado Songs from Final Fantasy XV. Além de Florence and the Machine, as canções foram produzidas com a ajuda de Emile Haynie e Jeff Bhasker.
"Stand by Me" e "Too Much Is Never Enough" apareceram em listas musicais: "Too Much Is Never Enough" apareceu entre as cem mais escudadas da Alemanha, Austrália, Brasil, Canadá, Espanha, Estados Unidos, França, Itália e Reino Unido; já "Stand by Me" apareceu apenas nas listas brasileiras, alcançando a vigésima sétima posição. "I Will Be" não apareceu em lista alguma.
K. T. Wong da Video Game Music Online deu ao EP uma nota perfeita de 5/5, comparando as canções favoravelmente ao trabalho da banda no álbum Ceremonials. Ele elogiou bastante cada faixa: achou que "Too Much Is Never Enough" combinava bem a jornada de Noctis com o estilo de composição de Welch, que "Stand by Me" era uma cover respeitosa e adequada para uso em Final Fantasy e que "I Will Be" era uma excelente faixa instrumental com vocais de fundo de Welch. Wong resumiu o EP como "uma compra que vale a pena para todos os fãs de Final Fantasy e também de Florence and the Machine". Patrick Gann do RPGFan disse que "Too Much Is Never Enough" era sua favorita, achando-a superior à "My Hands" e ao trabalho de Angela Aki. Também elogiou "Stand By Me", afirmando que a versão usada em um dos trailers do jogo não fazia justiça à canção. Também escreveu que "I Will Be" era o tipo de canção fácil de ficar absorvido apesar da falta de uma letra compreensível.
| Lista de faixas |                            |                                            |         |  |
| N.º             | Título                     | Compositor(es)                             | Duração |  |
| 1.              | "Too Much Is Never Enough" | Florence Welch, Emile Haynie, Jeff Bhasker | 5:38    |  |
| 2.              | "Stand By Me"              | Ben E. King, Jerry Leiber, Mike Stoller    | 4:05    |  |
| 3.              | "I Will Be"                | Welch, Haynie                              | 5:25    |  |
| Duração total:  | Duração total:             | Duração total:                             | 15:18   |  |

### Outros lançamentos
Justice Monsters V Original Soundtrack, um álbum de trilha sonora para Justice Monsters V, foi lançado digitalmente em 19 de setembro de 2016, consistindo em dezoito faixas compostas por membros do estúdio Unique Note. Teve um lançamento físico limitado, sendo vendido pela Square Enix Music durante a Tokyo Game Show de 2016. Um álbum digital de seis faixas para Platinum Demo foi vendido de 13 de setembro a 29 de novembro do mesmo ano. Este foi exclusivo para assinantes da PlayStation Plus e necessitava de um aplicativo de celular especial para download, com o álbum em si incluindo imagens do demo acompanhando cada faixa, mais comentários de Shimomura sobre a criação das músicas. "Endlessness", a faixa usada no trailer "Omen", foi lançada no álbum Sublimation por meio de uma colaboração das gravadoras End of Silence e Really Slow Motion. Final Fantasy XV Piano Collections, um álbum de faixas arranjadas para o piano por Sachiko Miyano e Natsumi Kameoka, foi lançado em 22 de fevereiro de 2017.

## Legado
As faixas "Somnus" e "Omnis Lacrima" foram incluídas em álbuns de compilação de músicas de Shimomura, com a primeira sendo lançada como um conteúdo para download para o jogo de ritmo Theatrhythm Final Fantasy quando XV ainda era Versus XIII. Apesar de "Somnus" naquele momento ser uma faixa de um jogo não lançado, Ichiro Hazama, o produtor de Theatrhythm, decidiu incluí-la porque já era bem conhecida entre os fãs e sua inclusão se encaixava no propósito de Theatrhythm de ser uma celebração dos 25 anos da franquia Final Fantasy. Nomura aprovou a inclusão. Um concerto ao vivo das músicas de XV foi realizado pela Orquestra Filarmônica de Londres em 7 de setembro de 2016 no Abbey Road Studios, tendo a participação especial de Shimomura. Algumas faixas do jogo foram tocadas pela Video Game Orchestra em Tóquio em 25 de março de 2017, junto com outras de outros títulso da série. Performances orquestrais da versão instrumental de "Somnus" e da faixa "Apocalypsis Noctis" foram incluídas no álbum Distant Worlds IV: More Music from Final Fantasy, lançado em 30 de junho de 2017. Um arranjo orquestral dos temas de XV foi tocado em Estocolmo na Suécia pela Real Orquestra Filarmônica de Estocolmo no concerto Symphonic Memories, também incluindo seleções dos concertos anteriores Symphonic Fantasies, Final Symphony e Final Symphony II.